# Grup Especial d'Operacions
El Grup Especial d'Operacions (GEO) (en castellà: Grupo Especial de Operaciones, GEO) és una unitat del Cos Nacional de Policia especialitzat en intervencions d'alt risc (detenció de terroristes, rescats d'ostatges, protecció de personalitats, etc.).

## Història

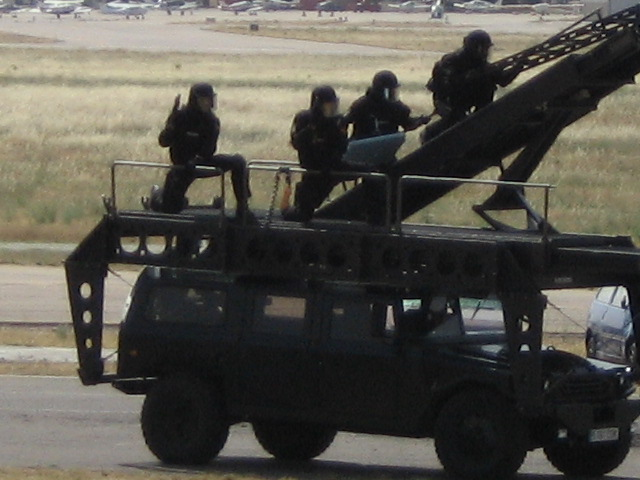
Membres del GEO realitzant un simulacre d'assalt a un edifici utilitzant un vehicle URO VAMTAC

El GEO fou fundat en 1978 pel capità d'infanteria Ernesto García-Quijada Romero, juntament amb el capità d'Enginyers Juan Senso Galán, sent el President del Govern Adolfo Suárez i el Ministre de l'Interior Rodolfo Martín Villa.
La idea de la necessitat d'un grup d'aquest tipus sorgí per l'augment dels actes de violència que ocorregueren durant la dècada dels setanta, com la massacre de Múnic durant els Jocs Olímpics d'Estiu de 1972. Aquest succés dugué al govern alemany a plantejar-se la creació d'una unitat contra el terrorisme capaç d'enfrontar-se a aquest tipus d'esdeveniments i així sorgí el GSG9, un dels models a seguir, juntament amb el SAS britànic.
Mentrestant a Espanya, la violència d'ETA que, fins al 1968, es limitava a atentats contra instal·lacions i edificis, s'incrementà a mitjans dels setanta. A més d'això també sorgiren nous grups terroristes com els GRAPO. Davant d'aquesta situació, a finals de 1977, el Govern acceptà la posada en marxa de la proposta del capità García-Quijada.
El GEO té la seua base a Guadalajara i compta amb dos nuclis, el de suport i l'operatiu. Únicament els agents del grup operatiu han realitzat les proves d'accés, els del grup de suport s'encarreguen de qüestions de logística.
L'any 2013 es va inaugurar a Linares (Jaén) el Centre de Pràctiques Operatives de la Policia Nacional "La Enira", construït amb un pressupost de 2.700.000 euros, amb la finalitat d'entrenar els GEO, així com de les Unitats d'Intervenció Policial (UIP).